# Heidrun Brückner

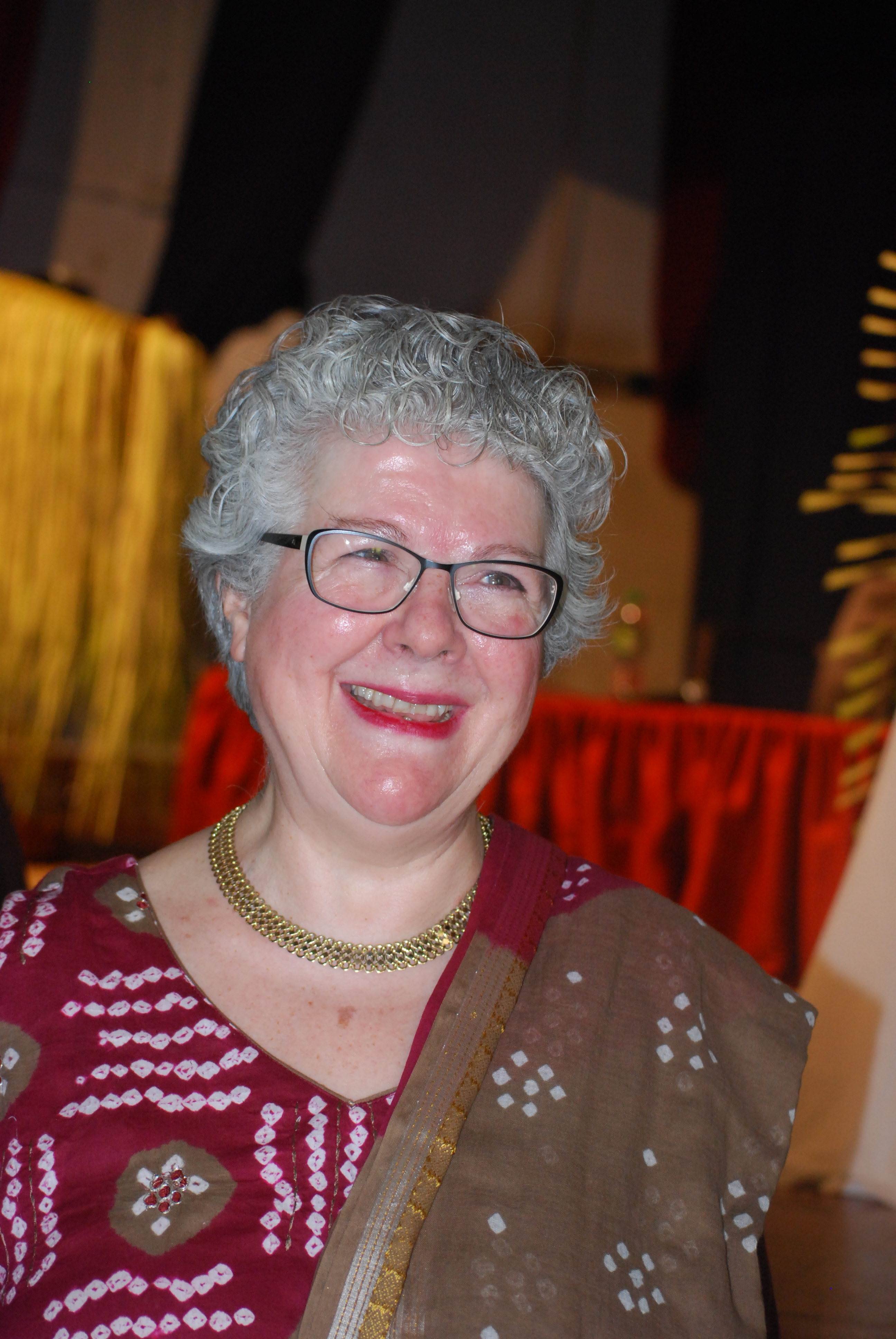
Heidrun Brückner, 2015

Heidrun Brückner (* 6. August 1949 in Berlin) ist eine deutsche Indologin und Hochschullehrerin. Seit 2001 lehrt sie an der Universität Würzburg.

## Leben und Wirken
Heidrun Brückner studierte Indologie an den Universitäten Marburg und Benares. Im Jahre 1978 promovierte sie an der Universität Marburg. Von 1982 bis 1986 war sie als wissenschaftliche Assistentin bzw. Lektorin für deutsche Sprache und Kultur tätig, u. a. am Indian Institute of Science an der Universität Bangalore (Südindien) und an der Universität Mainz. Bis 1990 arbeitete sie an einem Forschungsprojekt am Südasien-Institut der Universität Heidelberg und habilitierte sich dort 1990. Von 1990 bis 2001 hatte sie die Professur für Indologie an der Eberhard Karls Universität Tübingen inne und wechselte dann an die Universität Würzburg auf die dortige am Institut für Kulturwissenschaften Ost- und Südasiens der Universität Würzburg.
Brückner beschäftigt sich vor allem mit klassischer Sanskritliteratur, Hinduismus und südindischen Regionaltraditionen, außerdem mit indischem Theater und der Wissenschaftsgeschichte der Indologie. Außerdem wirkt sie in verschiedenen Fachgremien mit, so u. a. als Gutachterin der Deutschen Forschungsgemeinschaft. Von 2010 bis 2017 leitete sie das Zentrum Modernes Indien Würzburg.

## Veröffentlichungen (Auswahl)
- Zum Beweisverfahren Samkaras. Eine Untersuchung der Form und Funktion von dṛṣṭāntas im Bṛhadāraṇyakopaniṣadbhāṣya und im Chāndogyopaniṣadbhāṣya des Śaṃkara Bhagavatpāda (= Marburger Studien zur Afrika- und Asienkunde, Serie B, Bd. 5). Reimer, Berlin 1979 (Dissertation Universität Marburg).
- (Hrsg.): Flags of fame. Studies in South Asian folk culture (= South Asian Studies, Bd. 27). Steiner, Stuttgart 1993, ISBN 81-7304-049-4.
- (Mitarb.): Cornelia Mallebrein / Die anderen Götter. Volks- und Stammesbronzen aus Indien [Katalog zu einer Ausstellung des Rautenstrauch-Joest-Museums für Völkerkunde der Stadt Köln vom 10. September 1993 bis 9. Februar 1994] (= Ethnologica, N.F., Bd. 17). Rautenstrauch-Joest-Museum, Köln 1993, ISBN 3-923158-25-4.
- Fürstliche Feste. Texte und Rituale der Tuḷu-Volksreligion an der Westküste Südindiens (= Neuindische Studien, Bd. 12). Harrassowitz, Wiesbaden 1995, ISBN 3-447-03660-5 (Habilitationsschrift Universität Heidelberg).
- (mit Albrecht Frenz): Zwischen Sprachwissenschaft und Mission. Der Beitrag mit Tübingen verbundenener Missionare zur Indienforschung und die Anfänge de Sanskritstudiums in Tübingen. In: Heidrun Brückner (Hrsg.): Indienforschung im Wandel. Analysen und Dokumente zur Indologie und Religionswissenschaft in Tübingen. Attempto-Verlag, Tübingen 2003, S. 25–62, ISBN 3-89308-345-6.
- (Hrsg.): Günther-Dietz Sontheimer / Essays on religion, literature and law. Indira Gandhi National Centre for the Arts, New Delhi 2004, ISBN 81-7304-521-6.
- (mit Konrad Plieninger u. Uwe Dubielzig): Weite Horizonte. Hermann Weller 1878 - 1956. Klassischer Indologe, lateinischer Dichter, christlicher Humanist (= Unterm Stein, Bd. 6). Einhorn-Verlag, Schwäbisch Gmünd 2006, ISBN 3-936373-04-3.
- (Mithrsg.): The power of performance. Actors, audiences, and observers of cultural performances in India. Manohar, New Delhi 2007, ISBN 81-7304-768-5.
- (Hrsg., mit Gabriele Zeller): Otto von Böhtlingk / Briefe zum Petersburger Wörterbuch 1852-1885. Otto Böhtlingk an Rudolf Roth (= Glasenapp-Stiftung, Bd. 45,1). Hauptband. Harrassowitz, Wiesbaden 2007, ISBN 978-3-447-05641-0 (Index (= Glasenapp-Stiftung, Bd. 45,2). Harrassowitz, Wiesbaden 2015, ISBN 978-3-447-10417-3).
- (Mithrsg.): The concept of hero in Indian culture. Manohar, New Delhi 2007, ISBN 81-7304-710-3.
- On a suspicious day at dawn ... studies in Tulu culture and oral literature (= Drama und Theater in Südasien, Bd. 7). Harrassowitz, Wiesbaden 2009, ISBN 978-3-447-05916-9.
- (Hrsg., mit Karin Steiner): Indisches Theater. Text, Theorie, Praxis (= Drama und Theater in Südasien, Bd. 8). Harrassowitz, Wiesbaden 2010, ISBN 978-3-447-06186-5.
- (Hrsg., mit Heike Oberlin): Between fame and shame. Performing women - women performers in India (= Drama und Theater in Südasien, Bd. 8). Harrassowitz, Wiesbaden 2011, ISBN 978-3-447-06281-7).
- (Hrsg., mit Ingo Strauch): Julius Jolly / Kleinere Schriften (= Veröffentlichungen der Helmuth- von-Glasenapp-Stiftung, Bd. 38). Zwei Bände. Harrassowitz, Wiesbaden 2012, ISBN 978-3-447-06817-8.
- Julius Jolly in Würzburg. Die frühen Jahre (1872-1877/78). In: Heidrun Brückner/Karin Stein (Hrsg.): 200 Jahre Indienforschung. Geschichte(n), Netzwerke, Diskurse. Harrassowitz, Wiesbaden 2012, S. 247–284, ISBN 978-3-447-06746-1.
- (Hrsg. u. Übers.): The Tübingen Tulu Manuscript. Two South Indian oral epics collected in the 19th century (= Neuindische Studien, Bd. 17). Harrassowitz, Wiesbaden 2015, ISBN 978-3-447-10339-8.
- (Hrsg., mit  B. A. Viveka Rai): Oral traditions in South India. Essays on Tulu Oral Epics. Harrassowitz, Wiesbaden 2017, ISBN 978-3-447-10873-7.

Festschrift
- Anna Aurelia Esposito u. a. (Hrsg.): "In ihrer rechten Hand hielt sie ein silbernes Messer mit Glöckchen ...". Studien zur indischen Kultur und Literatur. Harrassowitz, Wiesbaden 2015, ISBN 978-3-447-10548-4 (Veröffentlichungen von Heidrun Brückner, S. 11–16)